# Кукушкин, Алексей Васильевич
Алексей Васильевич Кукушкин (23 октября 1924, Заякошье, — 27 декабря 2022) — советский военачальник. Начальник разведки Воздушно-десантных войск СССР (1970—1985), лауреат Государственной премии СССР, полковник. Участник Великой Отечественной войны.

## Биография
Родился 23 октября 1924 года в деревне Заякошье Череповецкого уезда Вологодской губернии в многодетной семье. Отец — участник Первой мировой войны, награждён Георгиевским крестом.
21 августа 1942 года призван на военную службу — курсантом Лепельского пехотного училища, эвакуированного из Белоруссии в Череповец. На фронтах Великой отечественной — с декабря 1943 года. Младший лейтенант, командир взвода в 631-м стрелковом полку 159-й стрелковой дивизии 5-й армии Западного фронта. С февраля 1945 года — командир стрелковой роты 617-го стрелкового полка 52-й гвардейской стрелковой дивизии 12-го гвардейского корпуса 3-й ударной армии. Дважды ранен. В марте 1944 года получил первое тяжёлое ранение, пуля пробила ему колено. После полученного ранения проходил лечение в военном госпитале. В битве за Кёнигсберг — второе ранение. Войну окончил в должности командира стрелковой роты. С 1945 по 1948 год проходил службу на различных должностях в ГСОВГ. С 1948 по 1951 год — учёба в Военной академии им. М. В. Фрунзе.
По окончании обучения направлен для прохождения воинской службы в 37-й гвардейский воздушно-десантный корпус (ДальВО), которым командовал Герой Советского Союза генерал-майор Василий Филиппович Маргелов, затем проходил службу в десантном отделе штаба ДальВО. Был начальником оперативного отделения 98-й гвардейской воздушно-десантной дивизии, исполнял обязанности начальника штаба дивизии.
С 1964 года — служба в Штабе ВДВ на должности заместителя начальника отдела боевой подготовки. С 1970 года — начальник разведки ВДВ. Полковник Кукушкин — один из разработчиков и участников операции «Дунай» 1968 года.  В декабре 1979 — январе 1980 года — начальник штаба оперативной группировки по планированию и управлению боевыми действиями частей ВДВ при вводе войск в Афганистан. На протяжении пяти лет полковник Кукушкин организовывал и принимал участие во многих операциях, проводимых десантниками в Афганистане.
В должности начальника разведки предложил и провёл организационно-штатные изменения в разведывательных органах и подразделениях ВДВ. Координировал технического перевооружения подразделений, внедрение новых принципов организации связи и её технического оснащения. Автор идеи использования беспилотных разведывательных летательных средств и использования мотодельтапланов как средства ближней воздушной разведки. За возрождение разведывательных подразделений ВДВ, разработку методики подготовки разведчиков и создание специальной учебной базы полковник Кукушкин был удостоен Государственной премии СССР.
В отставке с 1985 года. Всего прослужил в Вооруженных силах СССР 43 года, из них 34 года — в Воздушно-десантных войсках. За годы службы совершил 512 парашютных прыжков, последний – в 61 год.
После увольнения с военной службы 7 лет работал в Институте военной истории Министерства обороны. Участвовал в работе ветеранских организаций, занимался военно-патриотическим воспитание молодёжи. Член Совета ветеранов Воздушно-десантных войск России.
Автор мемуаров.
Скончался 27 декабря 2022 года на 99-м году жизни. Похоронен с воинскими почестями на Федеральном военном мемориале «Пантеон защитников Отечества».

## Награды
- Два ордена Красного Знамени,

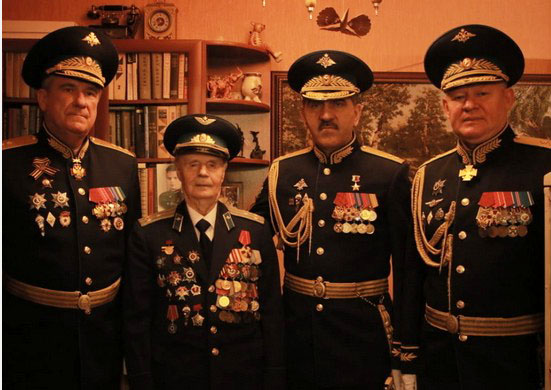
Генерал-полковник А. Ленцов,
полковник А. Кукушкин, генерал-полковники
Ю-Б. Евкуров и А. Сердюков, 8 мая 2020 года

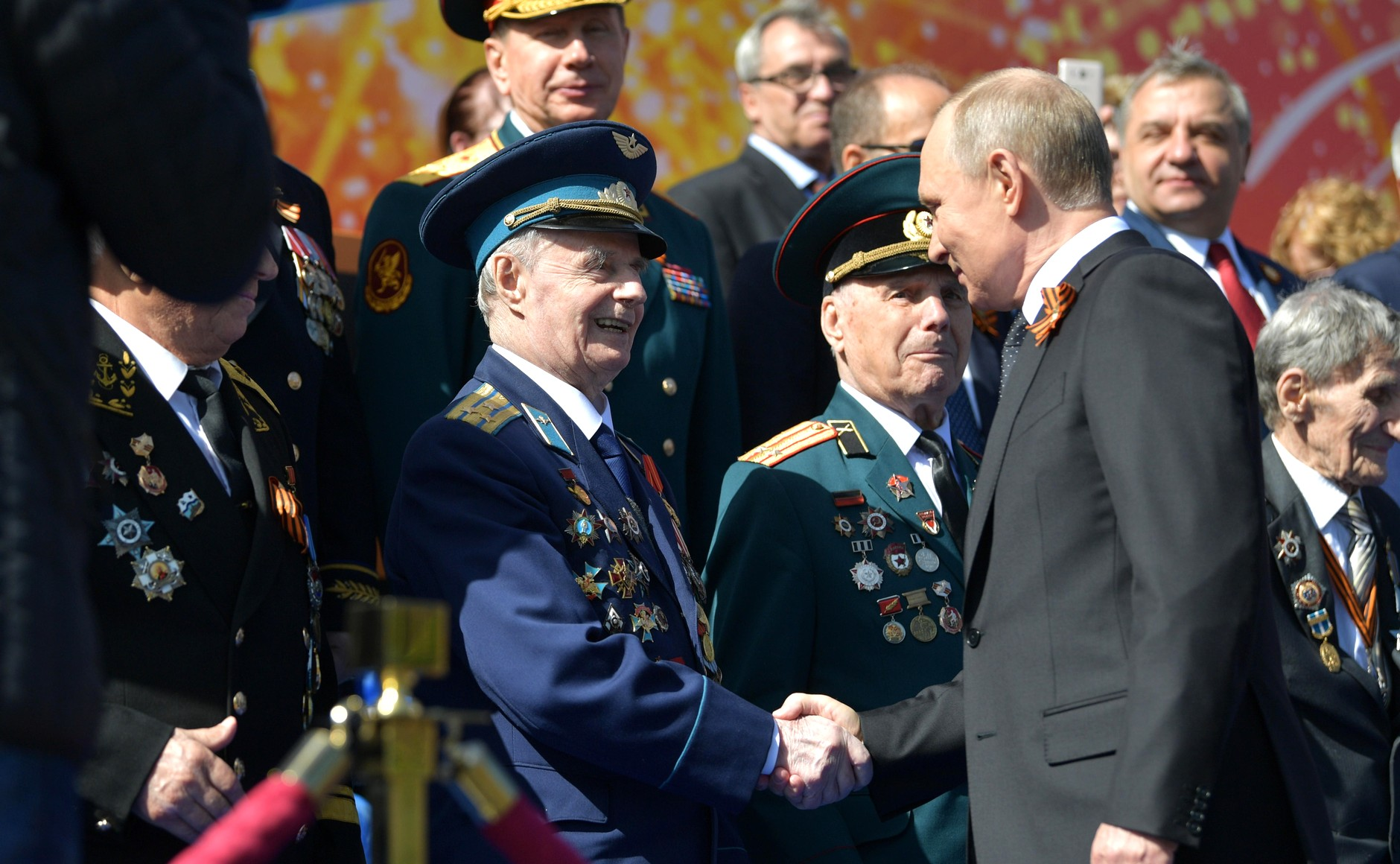
Полковник А. Кукушкин
на военном параде 9 мая 2018 года

- Орден Красной Звезды (25.08.1945),
- Отечественной войны I степени,
- «Орден «За заслуги перед Отечеством»» IV степени (2020) — за активную общественную деятельность по социальной поддержке ветеранов и патриотическому воспитанию молодёжи [2],
- Орден Александра Невского (2015),
- «Орден «Знак Почёта»»,
- «Орден «За службу Родине в Вооружённых Силах СССР»» III степени,
- Медаль «За отвагу» (04.05.1945),
- «Медаль «За боевые заслуги»,
- «Медаль «За взятие Кёнигсберга»,
- «Медаль «За победу над Германией в Великой Отечественной войне 1941—1945 гг.»,
- Медали СССР,
- Медали РФ,
- Награды иностранных государств.